# Liêu Tích Long
Liêu Tích Long (giản thể: 廖锡龙; phồn thể: 廖錫龍; bính âm: Liào Xílóng; sinh tháng 6 năm 1940) là Thượng tướng Quân Giải phóng Nhân dân Trung Quốc (PLA).

## Tiểu sử
Liêu Tích Long sinh tại huyện Tư Nam, tỉnh Quý Châu. Ông gia nhập Quân Giải phóng Nhân dân Trung Quốc tháng 1 năm 1959 và Đảng Cộng sản Trung Quốc tháng 2 năm 1963. Ông tốt nghiệp khoa cơ bản tại Học viện Quân sự Quân Giải phóng Nhân dân Trung Quốc năm 1981.
Liêu Tích Long được bổ nhiệm làm Phó Tư lệnh Quân khu Thành Đô năm 1985. Ông dành nhiều tháng học tập khoa nghiên cứu quốc phòng tại Đại học Quốc phòng Trung Quốc năm 1986. Ông được trao tặng quân hàm Thiếu tướng năm 1988 và thăng quân hàm Trung tướng năm 1993. Ông được bổ nhiệm giữ chức vụ Phó Bí thư Đảng ủy Quân khu, Tư lệnh Quân khu Thành Đô năm 1995. Năm 1999 đến năm 2001, ông tốt nghiệp các lớp học về xã hội học tại Đại học Bắc Kinh. Năm 2002, Liêu Tích Long được bổ nhiệm làm Chủ nhiệm Tổng cục Hậu cần Quân Giải phóng Nhân dân Trung Quốc và được bầu làm Ủy viên Ủy ban Quân sự Trung ương Đảng Cộng sản Trung Quốc, một năm sau, ông được bầu làm Ủy viên Ủy ban Quân sự Trung ương Cộng hòa Nhân dân Trung Hoa.
Tháng 10 năm 2012, trước khi diễn ra Đại hội Đảng Cộng sản Trung Quốc lần thứ 18, Liêu Tích Long thôi giữ chức Chủ nhiệm Tổng cục Hậu cần để nghỉ hưu, kế nhiệm ông Thượng tướng Triệu Khắc Thạch.
Liêu Tích Long là Ủy viên Ủy ban Trung ương Đảng Cộng sản Trung Quốc các khóa XV (1997 - 2002), XVI (2002 - 2007) và khóa XVII (2007 - 2012).